# 潘文凱
潘文凱（發音：[faːn˧˧ van˧˧ xaːj˧˩] ⓘ；1933年12月25日—2018年3月17日），越共中央政治局委員、前任越南政府總理，自1997年9月24日起出任，2002年8月再度當選成功連任。
2006年6月24日，潘文凯和国家主席陈德良、国会主席阮文安宣布辞职。6月27日越南国会选举阮晋勇为总理。2006年11月獲日本頒發旭日大綬章。

## 年表
- 1933年12月25日生於越南西貢（今胡志明市）。
- 1947年參加革命工作，1954年以前在南方參加抗法活動。
- 1954年至1960年在北方從事農村工作。
- 1960年至1965年留學于蘇聯國民經濟大學。
- 1965年至1972年在國家計劃委員會工作。
- 1973年至1975年在政府統一委員會工作。
- 1976年至1978年任胡志明市市委委員、市計畫委員會副主任。
- 1979年至1985年任胡志明市市委常委、市人民委員會副主席兼計畫委員會主任。
- 1982年在越共五大上當選候補中央委員，1984年補選為中央委員。
- 1985年至1989年任胡志明市市委副書記、市人民委員會主席。
- 1986年在越共六大上再次當選為中央委員。
- 1989年至1991年任國家計劃委員會主任。
- 1991年6月在越共七大上當選中央政治局委員。
- 1991年8月起任部長會議常務副主席（1992年9月改稱政府常務副總理）。
- 1996年6月在越南共产党第八次全国代表大会上再次當選為中央政治局委員。
- 1997年9月在越南第十屆國會上當選為政府總理。
- 1998年1月任越共中央政治局常委。
- 2001年4月在越共九大上當選為中央政治局委員。
- 2006年4月在越共十大上卸任中央政治局委員，6月27日卸任政府总理职务。
- 2018年3月17日在胡志明市因病去世，享年85岁（满84岁）。遺體火化後，骨灰回到家鄉與妻子合葬。

## 荣誉

### 越南勋章奖章
- 金星勋章[1]
- 55年党龄纪念章（越南共产党，2014年12月8日于胡志明市颁发[2]）

### 外国勋章奖章
- 旭日大绶章（日本，2006年11月3日公布[3]）